# Lars Nilsson Tungel
Lars Nilsson Tungel, född i Stockholm 28 september 1582, död 20 oktober 1633 i Dresden, ämbetsman, diplomat. Hans föräldrar var kammarrådet Nils Larsson (Tungel) och Elsa Möö och han var bror till hovkansler Nils Nilsson Tungel (1592-1665) samt Elisabet Nilsdotter (d. 1624-08), gift med borgaren i Nyköping, Nils Larsson Topprider (d. efter 1651).

## Biografi
Efter studier i Uppsala och sedan vid utländska högskolor ansågs Lars Nilsson vid sin hemkomst till Sverige så skicklig, att han 1621 utnämndes till sekreterare i kansliet, där vid den tiden under Axel Oxenstiernas ledning unga män började utbildas för verksamhet i det offentligas tjänst som diplomater och statsmän. Snart gjorde han sig här bemärkt för sin begåvning i språk och andra erforderliga kunskaper. Det dröjde inte länge, innan han av Gustav II Adolf började användas till diplomatiska uppdrag. Dylika hade han att utföra i Livland (fredsunderhandlingarna), i Danmark och i Frankrike. Till sistnämnda land avgick han inte mindre än två gånger som ambassadör, senast 1630, då det för honom bland annat gällde att söka bana väg för en traktat mellan Sverige och Frankrike
– en sak, för vilken såväl Richelieu som andra av Frankrikes ledande män visade sig ganska likgiltiga. Anställd 1631 som resident vid kurfurstliga sachsiska hovet, skickade han därifrån depescher, vars språk visar att han var en av sin samtids bästa stilister på svenska. I denna högst maktpåliggande befattning kom han dock inte länge att verka. Han avled nämligen av pesten i Dresden den 20 oktober 1633.
Det förtroende han åtnjöt av Gustaf II Adolf, utgör det bästa beviset för hans duglighet som diplomat och ämbetsman. Han omtalas annars som en man av mycken lärdom och stor personlig älskvärdhet. Av Gustav Adolf förlänad med adlig sköld, blev han genom sin dotter stamfader för den 1751 på svärdssidan utslocknade ätten Tungelfelt.

### Familj
Tungel gifte sig 31 maj 1629 i Stockholm med Margareta Nilsdotter. Hon var dotter till borgmästaren Nils Eriksson och Karin Mårtensdotter i Stockholm. Margareta Nilsdotter var änka efter borgmästaren Erik Ingemundsson i Stockholm och skeppsbyggmästare. Henrik Hybertsson. Tungel och Margareta Nilsdotter fick tillsammans barnen Elisabet Tungel (född 1630) som var gift med hovmästaren Markus Nilsson och en son (1630–1630).